# Landrecourt-Lempire
Landrecourt-Lempire – miejscowość i gmina we Francji, w regionie Grand Est, w departamencie Moza.
Według danych na rok 1990 gminę zamieszkiwały 203 osoby, a gęstość zaludnienia wynosiła 14 osób/km² (wśród 2335 gmin Lotaryngii Landrecourt-Lempire plasuje się na 842. miejscu pod względem liczby ludności, natomiast pod względem powierzchni na miejscu 361.).